# 东亚魔芋
东亚魔芋（学名：Amorphophallus kiusianus），又名蛇斑芋、雷公杖，为天南星科蒟蒻属下的一个种。

## 扩展阅读
- 維基物種上的相關：东亚魔芋